# Zračna luka Sana'a
Zračna luka Sana'a (poznata i kao zračna luka El Rahaba) je međunarodna i glavna zračna luka koja se nalazi u glavnom gradu Jemena, Sana'i. Zračna luka ima dvojnu namjenu, odnosno služi civilnom transportu te kao vojna zračna baza jemenskih zračnih snagama.
Zračna luka trenutno koristi jedan terminal preko kojeg se obavlja sav putnički prijevoz dok se drugi terminal namjeravao otvoriti 2009. Međutim, terminal je još u siječnju 2011. bio u izgradnji.
Jemenska vojska je na području zračne luke izgradila veliku vojnu bazu u kojoj se nalazi nekoliko lovaca i transportni zrakoplovi jemenskih zračnih snaga.

## Avio kompanije i destinacije
Zračnu luku Sana'a koriste sljedeće avio kompanije za putnički transport:
| Jemen Transport putnika | Jemen Transport putnika |
| Avio kompanija          | Destinacija |
| ----------------------- | --- |
| Air Arabia              | Sharjah |
| EgyptAir                | Kairo |
| Fly Emirates            | Dubai |
| Felix Airways           | Aden, Al-Ghaida, Al Hudaida, Al-Mukalla, Sajun, Sharjah, Sokotra, Taizz, Salalah |
| Gulf Air                | Bahrein |
| Qatar Airways           | Doha |
| Royal Jordanian         | Amman |
| Saudi Arabian Airlines  | Jeddah |
| Turkish Airlines        | Istanbul |
| Yemenia                 | Abu Dhabi, Adis Abeba, Aden, Amman, Asmara, Bahrein, Beirut, Kairo, Damask, Dhaka, Džibuti, Doha, Dubai, Frankfurt, Al Hudaida, Jakarta - Soekarno - Hatta, Jeddah, Khartoum, Kuala Lumpur, Kuwait City, Moroni, Bombaj, Riyadh, Al-Mukalla, Sajun, Sokotra, Taizz |

## Zračne nesreće i incidenti
- 30. lipnja 2009. - Airbus A310 nacionalnog avio prijevoznika Yemenia[1] se na liniji Sana'a - Moroni srušio u Indijski ocean prije dolaska do Komora. Poginulo je 142 putnika i 14 članova posade dok je jedino preživjela 12-godišnja djevojčica.
- 30. listopada 2011. - opozicijski plemenski pobunjenici su oštetili pistu zračne luke tako da su svi dolazni letovi preusmjeravani u Aden. Nije bilo izvješća o žrtvama dok su uništena dva borbena lovca i pohranjeno streljivo u obližnjoj vojnoj zračnoj bazi.[2]